# رودبار (رودبار جنوب)
رودبار، مرکز شهرستان رودبار جنوب و شهری در استان کرمان در جنوب‌شرقی ایران است.جمعیت این شهر در سال ۱۴۰۰ بیش از ۲۵۰۰۰نفر بوده۰مردم این شهر بیشتر به زبان های بلوچی سخن می گویند۰

## زیرساختهای فرهنگی
- سینما صدر

## جمعیت
جمعیت این شهر در سال ۱۳۹۵، ۲۵٫۸۴۰ نفر بوده‌است.

## فعالان توسعه رودبار جنوب
1. ↑  سروش صلواتیان